# Luther Vandross
Luther Ronzoni Vandross, född 20 april 1951 på Lower East Side på Manhattan i New York, död 1 juli 2005 i Edison i New Jersey, var en amerikansk R&B-sångare. Under sin karriär sålde Vandross 25 miljoner album och vann åtta Grammys.

## Historia
Vandross föddes på Manhattans Lower East Side. Från trettonårsåldern växte han upp i The Bronx. Han började sin musikaliska karriär på 1970-talet som bakgrundssångare åt artister som David Bowie (som var den som upptäckte honom), Roberta Flack, Carly Simon, Donna Summer, Bette Midler, Barbra Streisand och Chic. Förutom att backa upp andra artister producerade han dem också. Efter några år som artist övertalades Vandross av Roberta Flack att inleda sin solokarriär, vilket han också gjorde.
Efter två mediokra soloalbum under namnet Luther i mitten av 1970-talet var Vandross 1978 en av medlemmarna i gruppen Roundtree där bland andra också Bernard Edwards från Chic ingick. Tack vare sina samarbeten med Chic fick han i slutet av 1979 kontakt med den fransk-italienska producenten och affärsmannen Jacques Fred Petrus samt hans kollega Mauro Malavasi som kontrakterade Vandross att sjunga i Petrus nya projekt kallat Change. Deras debutalbum, "The Glow of Love" från 1980, blev en enorm succé dels på grund av Vandross röst men än mer genom de välskrivna och välproducerade låtarna av främst Davide Romani och Paolo Gianolio. Den största hitten "A Lover's Holiday", skriven av Romani, toppade Billboards Hot Dance Club i hela nio veckor sommaren 1980. Detta räckte för att bli No 1 Disco single/album of the year. Albumet har också tilldelats sju Grammies. Efter en kontraktsstrid med Petrus, som inte betalade tillräckligt, lämnade Vandross Change för en mycket framgångsrik solokarriär.
Efter debutalbumet Never too Much från 1981, som hade klara influenser från Change, toppade han Billboards R&B lista under två veckor med det mäktiga och dansanta titelspåret. Luther Vandross är utan tvekan en av de viktigaste soulrösterna under hela 80-talet. För en bredare publik tog visserligen inte karriären fart förrän 1989, då hans greatest hits-album The Best of Luther Vandross... The Best of Love kom ut. Han tog en plats på topp tio-listan med låten "Here and Now" och uppnådde status som världsartist.
Under 1990-talet kämpade Vandross tappert på bland den rådande New Jack Swing vågen och den alltmer kommersiellt säljande hiphopen. Han släppte fler album och 1994 blev det en topp tio-placering igen då balladen "Endless Love" tog sig in på listan, en duett med Mariah Carey och en cover på Lionel Richies och Diana Ross hit från filmen Endless Love.
Den 1 juli 2005 avled Vandross på ett sjukhus i New Jersey i komplikationerna av en stroke han drabbats av i sitt hem den 16 april 2003.

## Diskografi

### Studioalbum
- 1981 – Never Too Much
- 1983 – Forever, for Always, for Love
- 1983 – Busy Body
- 1985 – The Night I Fell in Love
- 1986 – Give Me the Reason
- 1988 – Any Love
- 1991 – Power of Love
- 1993 – Never Let Me Go
- 1994 – Songs
- 1996 – Your Secret Love
- 1998 – I Know
- 2001 – Luther Vandross
- 2003 – Dance with My Father

### Livealbum
- 2003 – Live 2003 at Radio City Music Hall

### Julalbum
- 1995 – This Is Christmas

### Samlingsalbum
- 1989 – The Best of Luther Vandross... The Best of Love
- 1995 – Greatest Hits 1981–1995
- 1997 – One Night with You: The Best of Love, Volume 2
- 1998 – Love Is on the Way
- 1998 – Always & Forever: The Classics
- 1999 – Greatest Hits
- 2000 – Smooth Love
- 2001 – The Ultimate Luther Vandross
- 2002 – Stop to Love
- 2002 – The Very Best of Love
- 2003 – The Essential Luther Vandross
- 2004 – Artist Collection: Luther Vandross
- 2006 – The Ultimate Luther Vandross
- 2007 – Love, Luther
- 2009 – Lovesongs
- 2009 – Playlist: The Very Best of Luther Vandross
- 2011 – S.O.U.L.
- 2012 – Hidden Gems
- 2014 – The Greatest Hits